# Trypanosyllis savagei
Trypanosyllis savagei är en ringmaskart som beskrevs av Thomas H. Perkins 1981. Trypanosyllis savagei ingår i släktet Trypanosyllis och familjen Syllidae. Inga underarter finns listade i Catalogue of Life.